# Малашкино (Вологодская область)
Малашкино — деревня в Чагодощенском районе Вологодской области.
Входит в состав Белокрестского сельского поселения, с точки зрения административно-территориального деления — в Белокрестский сельсовет.
Расположена на берегу небольшой реки, притока Песи. Расстояние по автодороге до районного центра Чагоды — 7,5 км, до центра муниципального образования села Белые Кресты — 8,2 км. Ближайшие населённые пункты — Березье, Паник, Папорть.
По переписи 2002 года население — 13 человек.